# Ї
La Ї, minuscolo ї, chiamata Ji, è una lettera dell'alfabeto cirillico. Viene usata solo nella lingua ucraina. Rappresenta la vocale iotizzata IPA /ji/.